# Konsthantverkscentrum
Konsthantverkscentrum (KHVC) är en centrumbildning och stiftelse. Stiftelsen organiserar konsthantverkare och slöjdare och hade 750 medlemmar år 2020. Stiftelsen bildades 1990 av Sveriges konsthantverkare och industriformgivare (KIF, numera en del av KRO) med syfte att främja medlemmarnas konstnärliga och ekonomiska intressen. Det sker bland annat genom coachning, kompetensutveckling och möjligheter till nätverkande.
Verksamheten inkluderar olika seminarier och utställningar. Medlemmarna har avlagt högskoleexamen, alternativt blivit utvalda via en jury.